# میان‌فلزی

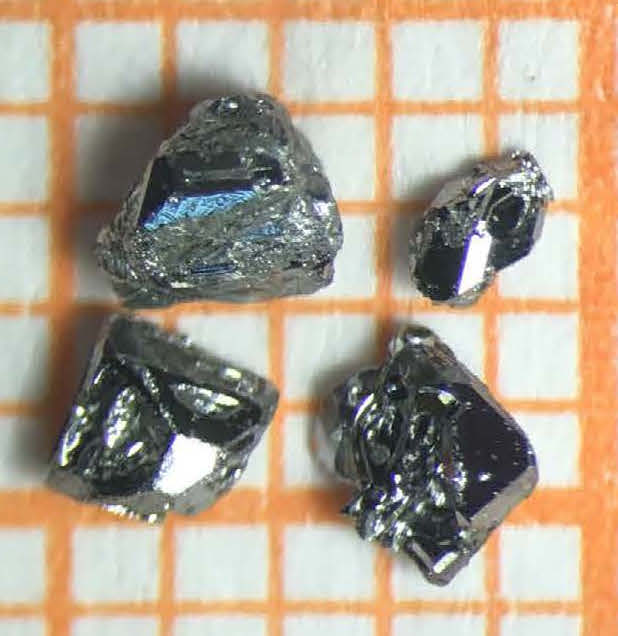
Cr_{11}Ge_{19}

میان‌فلزی یا اندرفلزی (به انگلیسی: Intermetallic) به ترکیبات و فازهایی گفته می‌شود که از دو یا چند فلز گوناگون تشکیل‌شده و ساختار بلوری‌شان متفاوت از عناصر تشکیل‌دهنده‌شان است. برخی از ترکیبات بین‌فلزی مانند برنج، برنز قلع بالا، آمالگام و … از زمان‌های قدیم کاربرد داشته‌اند.
ترکیبات بین فلزی گروهی وسیع از فلزها هستند که از ترکیب عنصرهای بین فلزی مختلف به دست می‌آیند مانند آلومیناید نیکل، آلومیناید تیتانیوم، آلومیناید آهن، سیلیکات آهن و سیلیکاتهای دیگر. هر یک از این مواد دارای خواص منحصر بفردی هستند. آلومیناید تیتانیوم دارای وزن سبک‌وزن بوده ودمای ذوب آن (۳۷۴۰درجهٔ فارنهایت)۲۰۶۰ درجه سانتی گراد است و در دماهای بالاتری نسبت به سوپر آلیاژهای پایه نیکل می‌تواند کار کند. اما چقرمگی شکست پایین و مقاوت در برابر اکسیداسیون ضعیفی در دماهای بالا دارد.

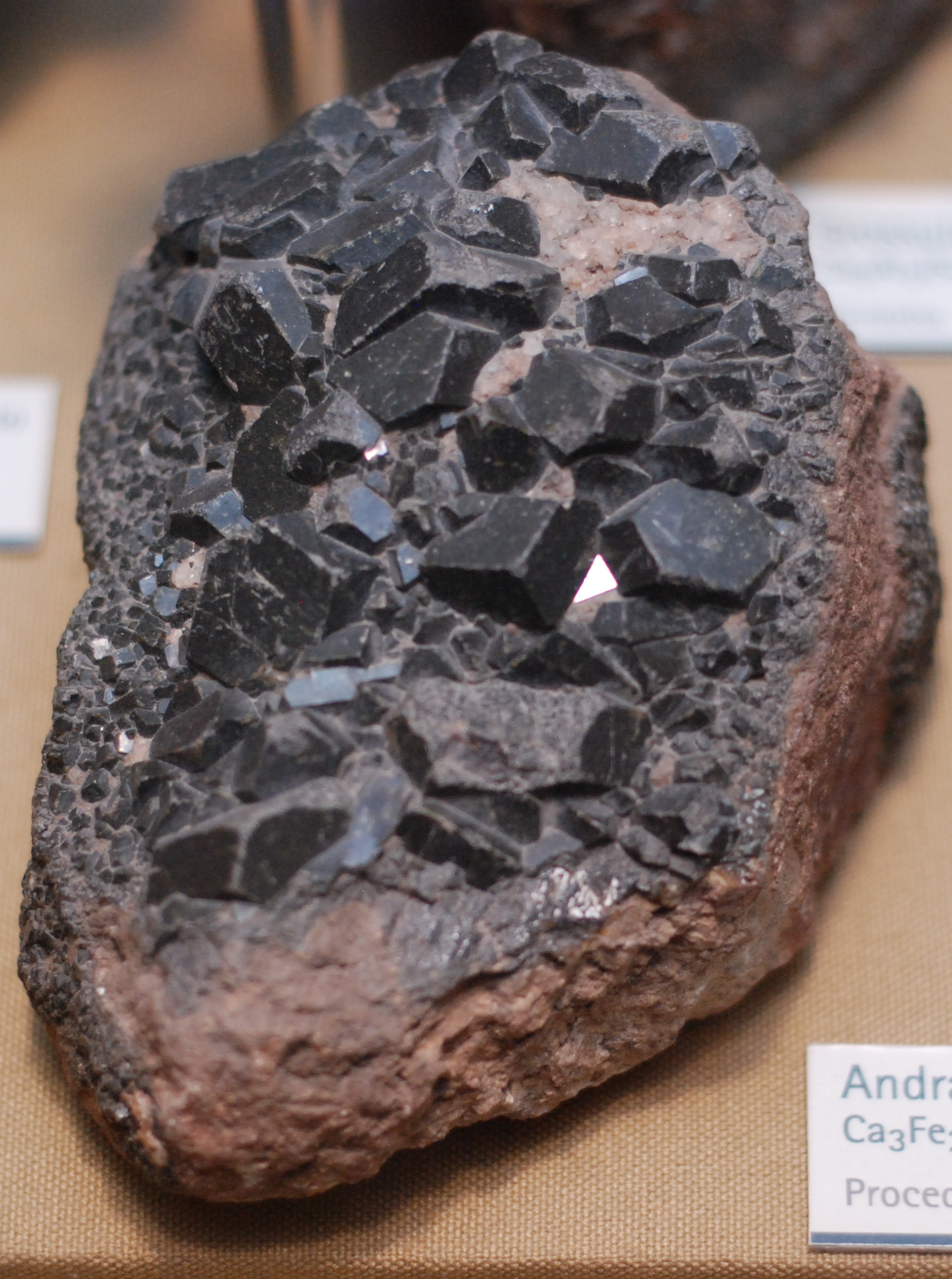
Fe3Si موجود در طبیعت

سیلیکات‌های مختلفی به ویژه دی سیلیکات نیوبیوم مورد استفاده در المان‌های حرارتی به صورت بازرگانی از سال‌های گذشته وجود داشته‌اند. سیلیکات آهن(FeSi) تحت نام تجاری Hastalloy Dعرضه می‌شود و در ریخته‌گری‌های دما بال مورد استفاده قرار می‌گیرد.
یک سیلیکات دیگر آهن (Fe3Si) با نام Durirun TMوجود دارد. سیلیکات‌های دیگر به خاطر بعضی به (۴۳۵۲ درجهٔ فارنهایت) ۲۴۰۰درجهٔ سانتی گراد می‌رسد. آن‌ها همچنین به عنوان پوشش محافظ روی مواد دیگر مانند آلومیناید نیوبیوم استفاده می‌شوند.
آلومیناید نیکل 《Ni3Al》 سال هاست که به عنوان یک ماده بین فلزی دارای آرایش شبکه بلوری منظم شناخته شده و دارای دمای ذوب، استحکام، سختی و پایداری حرارتی بالایی است. ماده‌ای است جالب توجه زیرا چگالی پایین 《۲۵٪ کمتر از سوپر آلیاژها》 و در برابر سایش، تغییر شکل، خستگی، اکسیداسیون و کربن دهی سطحی مقاوم است. جالب‌ترین ویژگی آن خصوصیت غیرعادی افزایش استحکام در اثر افزایش دما است. علی‌رغم این خصوصیات آلومیناید نیکل به خاطر ترد و گران بودن آن کاربردهای وسیعی پیدا نکرده‌است. در سال ۱۹۸۲ دانشمندان آزمایشگاه ملی《Oak Ridge 》راهی برای نرم‌تر کردن این ماده پیدا کرند نتیجه این تحقیق همانطوری که در شکل ۵–۱ نشان داده شده‌است ماده -IC بود که سبک‌تر واستحکام آن ۵ برابر فولاد زنگ نزن در دمای 《۱۴۷۲ درجهٔ فارنهایت》۸۰۰ درجهٔ سانتی گراد است.
گروهی از دانشمندان آزمایشگاه ملی《 Oak Ridge》 به راهنمایی 《Vinod Sidka 》تحقیق توسعه بر روی اقتصادی کردن و کاهش قیمت پایین Ni 3 ALودستیابی به یک فرایند ایمن تر انجام دادند. همهٔ این تلاش‌ها در کنار هم برای تولید یک ماده صنعتی وارزشمند در کاربردهای صنعتی مانند تجهیزات کوره، میزهای غلتکی فولاد تا ساخت قالب‌های آهنگری انجام شد.
آلیاژهای پایه توسط شرکت ریخته‌گری و مهندسی آلیاژ، صنایع دفاع آمریکا، شرکت《Bimac》، شرکت بین‌المللی 《Sandusky 》در اوهایو وصنایع 《Alcon و پودر Ni3Al》 توسط شرکت《 Ametek 》تولید می‌شود.

## خواص فیزیکی

ساختار یک Ni3Al

خواص فیزیکی آلیاژ Ni3Al با نامIC-221M درجدول داده‌های طراحی آلیاژ پایه IC-221M Ni3Al ونمودار مقایسه درصد ازدیاد طول سوپر آلیاژها برحسب دما ونمودارمقایسهٔ خواص خزش با سوپر آلیاژها داده شده‌است داده‌ها شامل استحکام تسلیم کششی وضریب کشسانی در دمای (۲۰۱۲ درجهٔ فارنهایت) ۱۱۰ درجهٔ سانتی گراد (جدول داده‌های طراحی آلیاژ پایه IC-221M Ni3Al)، استحکام خزشی (مودارمقایسهٔ خواص خزش با سوپر آلیاژها) وخواص برتر نسبت به آلیاژهای دمای بالای دیگر هستند. دمای ذوب بالا (۲۵۵۲ درجهٔ فارنهایت) ۱۴۰۰ درجهٔ سانتی گراد خواص دما بالای Ni3Al رابوجود آورده‌است. Ni3Al استحکام تسلیم فشاری خوبی دردمای (۲۰۱۲–۱۲۰۲درجهٔ فارنهایت) ۱۱۰۰ تا ۶۵۰ درجهٔ سانتی گراد ومقاومت خستگی عالی در مقایسه با مقایسه با تعدادی از سوپر آلیاپ‌های پایه نیکل دارد. سختی Ni3Al منجر به مقاومت سایشی عالی حتی در دماهایی بیش از (۱۱۱۲ درجهٔ فارنهایت)۶۰۰درجهٔ سانتی گراد شده‌است.

## مقاومت دربرابر خوردگی
یک زوج از خواص در مقاومت در برابر خوردگی IC-221M مشارکت دارند آلومینیوم درسطح اکسید می‌شود وآلیاژ را در مقابل عوامل خورنده مانند اکسیژن حفاظت می‌کند. مقدار آلومینیوم آلیاژ را در مقابل عوامل خورنده مانند اکسیژن حفاظت می‌کند. مقدار آلومینیوم آلیاژ تعیین‌کننده سطح نهایی مقاومت خوردگی در برابر مواد دیگر مانند اسید سولفوریک است.
کربن علاقه کمی به آلومینیوم دارد مقاومت آلیاژ Ni3Al در برابر اتمسفر کربوره‌کننده عالی است. این مقاومت تا دمای(۲۰۱۲ درجهٔ فارنهایت) ۱۱۰۰درجهٔ سانتی گراد برقرار می‌ماند. مقاومت IC-221M برابر اتمسفر کربوره‌کننده درنموداراثر محیط کربوره‌کننده بر Ni3Alنسبت به سایر آلیاژهای پایه ضعیف نیکل نشان داده شده‌است.

## کاربردها
آلیاژ IC-221M در کوره‌ها، میز غلتکی انتقال فولاد و درتعدادی از کاربردهای وما بالای دیگر استفاده می‌شود. عملیات حرارتی کنندگان از میزها، سینی‌ها، تیرها، نگهدارنده‌ها و غیره که به آن‌ها لوازم کوره گفته می‌شود، برای نگهداشتن قطعه عملیات حرارتی شونده در کوره (شکل سینی‌های کوره کربن دهی وکربن دهی فله‌ای راببینید) استفاده می‌کنند.

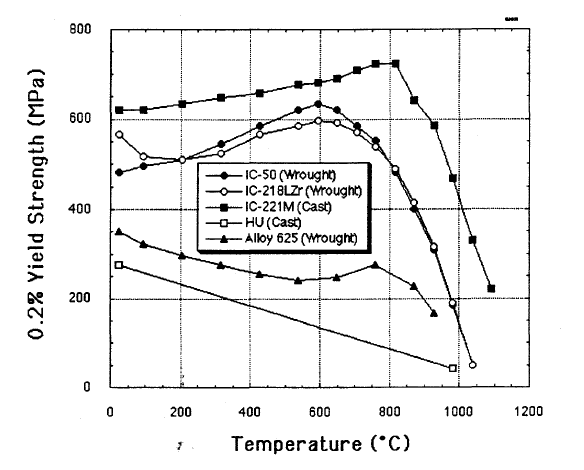
خواص کششی به صورت تابعی از دما

شرکت سیستم‌های خودرو دلفی در کارخانه جعبه دنده Saginaw در میشیگان برای نگهداشتن دنده‌ها در کوره کربن دهی سطحی و سخت کردن آن‌ها در یک اتمسفر کربن دما بالا از لوازم کوره کربن دهی سطحی وسختکردن آن‌ها در یک اتمسفر کربن دما بالا از لوازم کوره استفاده می‌کند. در انتهای این فرایند کربن دهی دنده‌ها ونگهدارنده‌های آن‌ها به سرعت ازدمای ۹۰۰ درجهٔ سانتی گراد تا دمای اتاق سرد می‌شوند. در هر بار عملیات حرارتی از نگهدارنده‌های قبلی استفاده می‌شود. این نوسان حرارتی تکراری واتمسفر کربن دهی آن‌ها را به دنبال پیدا کردن مواد جدیدی برای کوره هدایت کرده‌است.
مهندسین این شرکت به جای آلیاژ کروم از آلومیناید نیکل استفاده کردند. آلومینامید نیکل یک لایه نازک اکسید آلومینیوم در سطح خود تشکیل می‌دهد که مانع نفوذ کربن به داخل ماده می‌شود. آلیاژ کروم نیکل پس از ۳۹ ماه هنوز کار می‌کنند.
استحکام عالی Ni3Al اجازه می‌دهد که که قطعات بیشتری در سینی‌ها چیده شوند ودرعین حال اندازه آن‌ها نیز کوچک‌تر مشود. استفاده از آلومیناید نیکل در لوازم کوره باعث افزایش دمای کار، ۱۰٪افزایش تولید، کاهش هزینه و کاهش انرژی سوختی شده‌است.
یک تولیدکننده بزرگ فولاد در آمریکا برای نرم‌تر کردن ورق‌های فولاد ابتدا آن‌ها را حرارت داده و سپس از میان غلتک‌هایی عبور می‌دهد تا سطح تمام شده صاف تری به دست آید. به خاطر دمای بالا ی فرایند غلتک غلتک‌های قدیمی باعث اکسید شدن وخراش برداشتن محصول نهایی می‌شوند. غلتک‌های آلومیناید نیکل در برابر حرارت پایدار حرارت پایدار بوده و استحکام آن‌ها ۳برابر غلتک‌های قبلی است. غلتک‌های آلومیناید نیکل هر سال یک بار بازرسی می‌شوند در حالی که غلتک‌های قدیمی هر ۶هفته یکبار برای بازرسی می‌شوند در حالی که غلتک‌های قدیمی هر ۶هفته یکبار برای بازرسی، سنگ زنی سطح وتعویض غلتک‌های معیوب متوقف می‌شدند. استفاده از غلتک‌های آلومیناید نیکل زمان توقف، تعداد غلتک‌های یدکی وهزینه تعمیرات را کاهش داد. این غلتک‌های آلومیناید نیکل زمان توقف، تعداد غلتک‌های یدکی هزینه تعمیرات را کاهش داد. این غلتک‌های آلومیناید نیکل IC-221M به روش ریخته‌گری گریز از مرکز توسط شرکت Sandusky تولید شدند. رینگ‌های ریخته‌گری شده در آزمایشگاه ملی Sandusky به منظور آزمایش‌های اولیه به یکدیگر جوشکاری شدند. مهندسین از فلز پرکننده IC-221LA ساخته شده توسط شرکت Stody استفاده کردند. (شکل غلتک کورهٔ آبکاری هیدروژنی وشکل تاول روی سطح غلتک‌های قدیمی) آزمایش‌های اولیه شامل استحکام کششی جوش، خستگی (۳۶۰سیکل در ۸۷۱درجهٔ سانتی گراد تا دمای اتاق)، سختی بر حسب دما، بررسی ریز ساختار و رفتار اکسیداسیون بودند. به‌کارگیری آلومیناید نیکل در غلتک‌های ریخته کوره‌های آستنیته کردن و تاب کاری هیدرو‍ژنی نیز در حال بررسی است. تحقیق بر روی به‌کارگیری Ni3Al در لوله‌های جدار ضخیم به خاطر اینکه اکسید آهن به آن نمی‌چسبدٰ در حال انجام است. Ni3Al مقاومت خزشی کمتر و مقاومت در برابر کربن و اکسیژن بیشتری نسبت به مواد قبلی مانند فولادهای زنگ نزن (Hu و Hp اصلاح شده) دارد. صنایع دفاع آمریکا ریل‌های آلومیناید نیکل برای گروه‌های گام بردار شرکت Rapid Technologies ارائه کرده‌است. کوره‌های عملیات حرارتی این شرکت میله‌های فولادی را سریع از ناحیهٔ دما بالا حرکت می‌دهند این کاربرد نیاز به گرم شدن سریع دارد. بدون تیرهای آلومیناید نیکل این شرایط قابل دسترسی نخواهد بود. استفاده از Ni3Al در بلوک‌های قالب آهنگری گرم برای افزایش عمر آن‌ها در حال بررسی است زیرا استحکام تسلیم Ni3Al در درجهٔ سانتی گراد (درجهٔ فارنهایت) مقاومت در برابر اکسیداسیون آن بهتر از فولادهای زنگ نزن است. Ni3Al برای استفاده در قالب‌های پرس گرم آهن‌رباهای دائم مناسب است زیرا تطابق شیمیایی و استحکام تسلیم عالی در مقایسه با IN-718 دارد. مفتول‌های ریخته Ni3Al به خاطر مقاومت در برابر اکسیداسیون و کاهش ضخامت بالای آن‌ها به عنوان المان‌های حرارتی کوره‌های صنعتی به کار می‌روند. Ni3Al در این کاربرد جایگزین آلیاژهای FeCrAl شده‌است.
پودر Ni3Al به عنوان اتصال دهندهٔ تنگستن و کاربید کروم در مواد ابزارها و قالب‌ها به کار می‌روند. مقاومت در برابر سایش و خوردگی در محیط‌های آبی و محلول‌های اسیدی را بهبود می‌دهد. Ni3Al ب هتدریج جایگزین کبالت کران قیمت خواهد شد که امروزه به عنوان مادهٔ اتصال دهنده به کار می‌رود. Ni3Al در صفحات مدار به عنوان هستهٔ فلزی استفاده می‌شود تا حرارت بیشتری نسبت به صفحهٔ Al2O3 جذب کندتا بتواند روی صفحه اجزای بیشتری نصب شود. کاربردهای دیگر Ni3Al عبارت اند از: قلاب‌های لوله، لوله‌های کورهٔ گاز شکن اتیلن، فیلترهای گازی، لوله‌های احتراق تشعشعی (شکل لوله‌های احتراق تشعشعی). تجهیزات شیشه سازی اتصالات کورهٔ واگنی (شکل اتصالات کوره واگنی ریخته شده از آلیاژ Ni3Al,IC-438)، اتصال دهندهٔ مواد قالب و ابزار، حرارت دهندهٔ کوره و سایر کاربردهای زیر شده‌است. (شکل تثبیت کنندهٔ ترمز کامیون، آهنگری شده از جنس Ni3Al)، لوله‌های دیگ بخار، سبدهای کوره حمام نمک، ظروف نگه دارندهٔ اسید سولفوریک، مخلوط کن‌ها و دیگر قطعات واقع در محلول‌های خورنده در سال‌های ۱۹۹۵ در آمریکا، ۵۰۰۰۰ پوند Ni3Al تولید شد.

## مشخصات

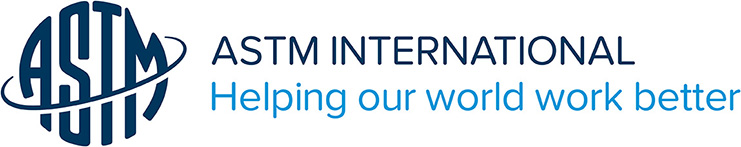
شرکت استاندار سنجی ASTM

آلیاژ پایه Ni3Al اولین آلیاژ بین فلزی بود که توسط ASTMطبق استاندارد A1002-99مشخصات استاندارد ریخته‌ها، آلیاژ منظنم نیکل –آلومینیوم (جدول حدود ترکیبات شیمیایی تعیین شده در استاندارد A1002-99برای ریخته‌های آلیاژ پایه Ni3Al) تأیید شد.

## جوشکاری
IC-221LA سیم جوش ژیشنهادی برای باز کاری آلیاژهای ریخته پایه Ni3Al در دمای کاری کمتر از (۱۴۷۲ درجهٔ فارنهایت)۸۰۰ درجه سانتی گراد است. در دمایی بیش از۸۰۰ درجه سانتی گراد از سیم جوش IC-221W استفاده می‌شود. این سیم برای جوشکاری سطحی فولادهای زنگ نزن وآلیاژهای پایه نیکل دیگر نیز مناسب است. شرکت‌های Stoody و Polymet تولید کنندهٔ سیم جوش هستند (نمودار تغییرات استحکام تسلیم با دما درلوله‌های پرکننده جوش از جنس IC-122M)

## عرضه‌کنندگان
تولیدکنندگان مختلفی سیم جوش و Ni3Al عرضه می‌کنند. آلیاژهای ریخته توسط شرکت‌های Alcon,Alloy Engineering and CastingوUnited Defence تولید می‌شوند.
دوشرکت آخر به همراه شرکت Sandsky قطعات ریخته‌گری شده به روش گریز از مرکز نیز تولید می‌کنند. شرکت Ametek پودر Ni3Al و شرکت‌های Stood وPolymet سیم جوش تولید و عرضه می‌کنند.

## مواد وفرایند
یک فرایند جدید به نام ExomeltTM برای اطمینان از کافی بودن مقدار آلومینیوم در طی تولید Ni3Al ابداع شده‌است. در این فرایند حرارت ایجاد شده از واکنش گرمازا بین آلومینیوم و نیکل عناصر آلیاژی را که برای ایجاد چقرمگی و استحکام مطلوب به آلیاژ Ni3Al اضافه شده‌اند را ذوب می‌کند. (شکل طرح شماتیک کور فرایند ExomeltTM).
ترتیب بارگذاری بوته بسیار مهم است. نیکل در کف بوته قرار داده می‌شود. روی آن عناصر آلیاژی ریخته می‌شود. سپس یک لایه نیکل ما بین دو لایه عمودی آلومینیوم قرار داده می‌شود. بوته تا(۱۴۷۲ درجهٔ فارنهایت)۸۰۰ درجه سانتی گراد حرارت داده می‌شود تا آلومینیوم ذوب شود. آلومینیوم با نیکل واکنش داده و NiAlتشکیل می‌دهد. حرارت ایجاد شده NiAl (با دمای ذوب بیش از (۲۹۸۰ درجهٔ فارنهایت)۱۶۳۹ درجه سانتی گراد را ذوب و قطرات آن روی آلومینیم باقی مانده می‌چکد. ادامه حرارت دهی در مجاورت نیکل کف بوته باعث تشکیل Ni3Al می‌شود.
چند لایه توضیح داده شده ویژگی مهم فرایند ExomeltTM (شکل ترتیب بارگذاری فرایند ExomeltTM) است. در این فرایند از حرارت واکنش گرمازا برای پیش برد واکنش، کاهش انرپی ورودی و اقتصادی بودن فرایند، کاهش مصرف انرژی ورودی و اقتصادی بودن فرایند، کاهش مصرف انرژی به میزان ۳۰٪ تا۵۰٪ استفاده می‌شود. گرم شدن سریع اکسیداسیون عناصری آلیاژی را به حداقل می‌رساند وبا به حداقل رساندن زمان قرارگیری کوره در دمای بالا عمر کوره افزایش می‌یابد و المان‌های حرارتی در مقابل آلومینیوم حفاظت می‌شوند. ذوب در خلآ در فرایند ExomeltTM به کمک کرفته می‌شود زیرا همه عناصر آلیاژی را می‌توان در شروع فرایند اضافه کرد با این فرایند در هر بار ۳۰۰۰–۱۵۰ پوند Ni3Al تولید می‌شود.

## خلاصه
نتیجه توسعه فرایندها و مواد جدید آلیاژ Ni3Al خواص سودمند و منحصر به فرد در مقایسه با دیگر آلیاژهای دما بلا است. تولیدکنندگان مختلفی قطعات Ni3Al مانند لوازم کوره، غلتک‌های فرایند فولاد و دیگر مقاطع و اشکال برای کاربردهای دیگر تولید می‌کنند.